# River Lambourn
Der River Lambourn ist ein Wasserlauf in Berkshire, England. Er entsteht in Upper Lambourn und fließt in südöstlicher Richtung bis zu seiner Mündung in den River Kennet nördlich von Newbury und südlich von Shaw.
1644 fand im englischen Bürgerkrieg die zweite Schlacht von Newbury an einer Brücke über den River Lambourn zwischen Speen und Donnington statt.